# Andrew Braybrook
Andrew Braybrook est un ingénieur en logiciel et ancien programmeur de jeu. Il a créé des jeux vidéo tels que Paradroid, Gribbly's Day Out, Fire and Ice, Uridium et Morpheus. Il a également programmé la conversion Commodore Amiga et Atari ST du jeu d'arcade Rainbow Islands.
Braybrook a commencé à écrire des programmes de comptabilité pour GEC Marconi à l'aide de COBOL en 1979. Sur son temps libre, il a codé des jeux en BASIC pour la ZX80, ZX81 et Dragon 32. Sa première incursion dans le monde des jeux professionnels est venue alors qu'il était en train de jouer de la guitare basse dans un groupe de rock avec Steve Turner. Steve codait des jeux pour la ZX Spectrum sur son temps libre et a décidé de prendre une pause dans la production de jeux à plein temps en lançant la société qui allait devenir Graftgold. Quelques mois après sa création, Turner a demandé à Braybrook à se joindre à lui en septembre 1983. Braybrook a été chargé par le magazine Zzap!64 d'écrire un journal détaillant la fabrication du jeu vidéo Paradroid. Cela a été suivi par un journal ultérieur publié dans le magazine sur son jeu Morpheus.
En 1986, Braybrook a été élu Meilleur Programmeur de l'Année aux Golden Joystick Awards.
Braybrook travaille maintenant en tant que développeur de logiciel pour une grande entreprise d'assurance.